# Ctenophorus nguyarna
Ctenophorus nguyarna är en ödleart som beskrevs av  Doughty, Maryan MELVILLE och AUSTIN 2007. Ctenophorus nguyarna ingår i släktet Ctenophorus och familjen agamer. Inga underarter finns listade i Catalogue of Life.